# Jacques Danican Philidor
Jacques Danican Philidor (1657 circa – 1708) è stato un musicista e compositore francese.

## Biografia
Fu fratello minore di André Danican e padre di Pierre Danican. Come la maggior parte dei membri della sua famiglia, ascendenti e discendenti, prestò servizio presso la Grande Écurie del re.